# Сунчано са кишом
„Сунчано са кишом” је југословенски ТВ филм из 1963. године. Режирао га је Јован Коњовић а сценарио је написао Александар Обреновић.

## Улоге
| Глумац           | Улога |
| ---------------- | ----- |
| Милутин Бутковић |       |
| Сима Јанићијевић |       |
| Љиљана Крстић    |       |
| Рамиз Секић      |       |
| Славко Симић     |       |